# بیرگیت پیتر
بیرگیت پیتر (انگلیسی: Birgit Peter؛ زادهٔ ۲۷ ژانویهٔ ۱۹۶۴) قایقران روئینگ اهل آلمان بود.